# Liste der Monuments historiques in Saint-Léger-aux-Bois (Oise)
Die Liste der Monuments historiques in Saint-Léger-aux-Bois (Oise) führt die Monuments historiques in der französischen Gemeinde Saint-Léger-aux-Bois auf.

## Liste der Bauwerke
| Bezeichnung             | Beschreibung              | Standort | Kennzeichnung | Schutzstatus | Datum | Bild           |
| ----------------------- | ------------------------- | -------- | ------------- | ------------ | ----- | -------------- |
| Kirche St-Jean-Baptiste | Erbaut im 11. Jahrhundert | (Lage)   | PA00114864    | Classé       | 1913  | weitere Bilder |

## Liste der Objekte
- Monuments historiques (Objekte) in Saint-Léger-aux-Bois (Oise) in der Base Palissy des französischen Kultusministeriums